# 1896年のスポーツ
- 年度別スポーツ記事一覧

## 総合競技大会
- 第1回アテネオリンピック（4月6日～4月15日）

| 第1回アテネオリンピック | 第1回アテネオリンピック | 第1回アテネオリンピック | 第1回アテネオリンピック | 第1回アテネオリンピック | 第1回アテネオリンピック |
| 順位                    | 国・地域名              | 金                      | 銀                      | 銅                      | 計                      |
| ----------------------- | ----------------------- | ----------------------- | ----------------------- | ----------------------- | ----------------------- |
| 1                       | アメリカ                | 11                      | 7                       | 2                       | 20                      |
| 2                       | ギリシャ                | 10                      | 17                      | 19                      | 46                      |
| 3                       | ドイツ                  | 6                       | 5                       | 2                       | 13                      |
| 4                       | フランス                | 5                       | 4                       | 2                       | 11                      |
| 5                       | イギリス                | 2                       | 3                       | 2                       | 7                       |
| 6                       | ハンガリー              | 2                       | 1                       | 3                       | 6                       |
| 7                       | オーストリア            | 2                       | 1                       | 2                       | 5                       |
| 8                       | オーストラリア          | 2                       | 0                       | 0                       | 2                       |
| 9                       | デンマーク              | 1                       | 2                       | 3                       | 6                       |
| 10                      | スイス                  | 1                       | 2                       | 0                       | 3                       |
| 11                      | 混成チーム              | 1                       | 1                       | 1                       | 3                       |
|                         |                         | 43                      | 43                      | 36                      | 122                     |

## アイスホッケー
- スタンレー・カップ

2月：優勝：ウィニペグ・ヴィクトリアズ (MHL)、準優勝：モントリオール・ヴィクトリアズ (AHA)
12月：優勝：モントリオール・ヴィクトリアズ (AHA)、準優勝：ウィニペグ・ヴィクトリアズ (MHL)

## 大相撲
- 小錦八十吉、横綱免許

## クリケット
- ジ・アッシズ

イングランド （2勝1敗） オーストラリア

## 競馬

### イギリス
クラシック
- 2000ギニー - セントフラスキン
- 1000ギニー - タイス
- エプソムダービー - パーシモン
- エプソムオークス - カンタベリーピルグリム
- セントレジャーステークス - パーシモン

その他主要レース
- ジョッキークラブステークス - パーシモン
- アスコットゴールドカップ - ラヴワイズリー
- エクリプスステークス - セントフラスキン
- プリンスオブウェールズステークス - シャドック
- チャンピオンステークス - ラブラドール
- グランドナショナル - ザソアラ

### アメリカ合衆国
- ウィザーズステークス - ハンドスプリング
- ベルモントステークス - ヘイスティングズ
- ローレンスリアライゼーションステークス - リクワイタル

### フランス
- パリ大賞典 - アロー
- ジョッケクルブ賞 - シャンポベール

### オーストラリア
- メルボルンカップ - ニューヘヴン

### 日本
- ニイカップステークス - イダホ（別名アイダホ）

## ゴルフ

### 世界4大大会（男子）
- 全米オープン優勝者：ジェームズ・ファリウス（アメリカ）
- 全英オープン優勝者：ハリー・バードン（イギリス）

## サッカー

### イングランド
- フットボールリーグ1部（1895-1896シーズン）優勝：アストン・ヴィラ
- FAカップ

シェフィールド・ウェンズデイ 2-1 ウルヴァーハンプトン・ワンダラーズ

## スケート

### フィギュアスケート
- 第1回世界フィギュアスケート選手権開催

## テニス

### グランドスラム
- 全仏選手権　男子単優勝：アンドレ・バシェロー（フランス）
- ウィンブルドン　男子単優勝：ハロルド・マホニー（アイルランド）、女子単優勝：シャーロット・クーパー（イギリス）
- 全米選手権　男子単優勝：ロバート・レン（アメリカ）、女子単優勝：エリザベス・ムーア（アメリカ）

### 第1回アテネオリンピック
- 男子シングルス　金：ジョン・ピウス・ボーランド（イギリス）、銀：ディオニシオス・カスダリス（ギリシャ）、銅：コンスタンティノス・パスパティス（ギリシャ）／モムシロ・トパヴィツァ（ハンガリー）
- 男子ダブルス　金：ジョン・ピウス・ボーランド（イギリス）＆フリードリヒ・トラウン（ドイツ）、銀：ディオニシオス・カスダリス＆ディミトリオス・ペトロコキノス（ギリシャ）、銅：エドウィン・フラック（オーストラリア）＆ジョージ・ロバートソン（イギリス）

第1回近代オリンピックでは、テニス競技も男子シングルス・男子ダブルスの2部門のみで始まった。男子シングルスでは、準決勝敗退選手による銅メダル決定戦は行わず、両方に銅メダルを授与した。男子ダブルスでは、違う国の選手がペアを組む「混合チーム」（ZZX）もあった。

## ボート
- オックスフォード・ケンブリッジ大学対抗レガッタ優勝：オックスフォード大学

## 野球

### アメリカ大リーグ
- ナショナルリーグ優勝：ボルチモア・オリオールズ

## ラグビー
- ホームネイションズ

優勝：アイルランド

## 誕生
- 1月12日 - ウンベルト・デ・モルプルゴ（イタリア、テニス、+1961年）
- 1月18日 - ビレ・リトラ（フィンランド、陸上競技、+1982年）
- 1月31日 - チャーリー・ロバートソン（アメリカ、野球、+1984年）
- 2月22日 - エドウィン・ビデ（フィンランド、陸上競技、+1996年）
- 3月15日 - 鈴木竜二（東京都、野球、+1986年）
- 3月26日 - 大浦留市（香川県、陸上競技、+1989年）[1]
- 4月27日 - ロジャース・ホーンスビー（アメリカ、野球、+1963年）
- 5月2日 - ノーマン・ロス（アメリカ、水泳、+1953年）
- 5月7日 - キャスリーン・マッケイン・ゴッドフリー（イギリス、テニス、+1992年）
- 11月1日 - 石本秀一（広島県、野球、+1982年）
- 11月23日 - 常ノ花寛市（岡山県、相撲、+1960年）